# إلمر فوربس
إلمر فوربس هو سياسي كندي، ولد في 5 ديسمبر 1894 في كندا، وتوفي في 9 ديسمبر 1978 في كندا. حزبياً، نشط في الحزب الكندي التقدمي المحافظ. وقد انتخب عضو مجلس العموم الكندي.